# Diariusz
Diariusz (łac. diārium) – rodzaj pamiętnika lub dziennika, w którym opisane wydarzenia są uporządkowane w sposób chronologiczny. Podane w nim informacje opisują najważniejsze wydarzenia z życia codziennego danego człowieka, który je opisuje. Diariusze charakteryzują się tym, że nie jest w nich ważna literacka forma przekazu.
Słowo początkowo oznaczało dzienny przydział żywności. Z czasem poczęto je stosować do określenia zapisków bieżących nieposiadających starannej formy, odnoszących się do życia prywatnego, splecionych z informacjami o polityce, wojnach, zjawiskach pogodowych, itp. Z reguły zapiski diariuszowe cechują się osobistym charakterem i brakiem autocenzury (nie były przeznaczane do upublicznienia), a więc są cenne z obyczajowego punktu widzenia.